# Postępowanie adhezyjne
Postępowanie adhezyjne (postępowanie przydatkowe) – jedna z form akcji cywilnej, postępowanie toczące się w ramach procesu karnego na podstawie powództwa cywilnego wniesionego przez pokrzywdzonego lub inną uprawnioną osobę.
Pozwanym w postępowaniu adhezyjnym może być tylko oskarżony. Odszkodowanie może obejmować stratę rzeczywistą (damnum emergens), jak i utracone korzyści (lucrum cessans).
Do 1 lipca 2015 roku w polskim procesie karnym występowały pewne ograniczenia postępowania adhezyjnego. Było ono niedopuszczalne, gdy przepis szczególny tak stanowił. Powód cywilny mógł dowodzić tylko tych okoliczności, które dotyczyły jego roszczeń. Jeżeli materiał dowodowy ujawniony w toku rozprawy nie wystarczał do rozstrzygnięcia powództwa cywilnego, a uzupełnienie tego materiału spowodowałoby znaczną przewlekłość postępowania, sąd pozostawiał powództwo cywilne bez rozpatrzenia.
Nowelizacją kodeksu postępowania karnego, wchodzącą w życie 1 lipca 2015 roku, uchylono przepisy od art. 62 do 70, regulujące dochodzenie roszczeń cywilnoprawnych w procesie karnym. Tym samym instytucja postępowania adhezyjnego została zlikwidowana w polskim porządku prawnym, a wytoczenie powództwa cywilnego w procesie karnym stało się niedopuszczalne.